# Bulgarische Eishockeyliga 2016/17
Die Saison 2016/17 war die 66. Spielzeit der bulgarischen Eishockeyliga, der höchsten bulgarischen Eishockeyspielklasse. Meister wurde zum zweiten Mal der SK Irbis-Skate aus Sofia.

## Teilnehmer
Zu Beginn nahmen fünf Mannschaften an der Liga teil. Neben den Teilnehmern des Vorjahres beteiligte sich auch der HK Lewski Sofia wieder. Dieser zog sich jedoch nach dem vierten Spieltag wieder zurück.
- SK Irbis-Skate
- HK Lewski Sofia
- HK NSA Sofia
- HK Slawia Sofia
- HK ZSKA Sofia

## Modus
In der Hauptrunde hätte jede der fünf Mannschaften insgesamt zwölf Spiele absolvieren sollen. Durch den Rückzug des HK Lewski nach vier Spieltagen, kam jedes der verbliebenen Teams jedoch lediglich auf zehn Spiele (je drei gegen die drei übrigen verbliebenen Mannschaften und eines gegen den HK Lewski). Während der HK Lewski Sofia aus der Tabelle gestrichen wurde, wurden dessen Spiele für die übrigen Teams gewertet (14:0 für ZSKA, 12:0 für NSA und jeweils 5:0 kampflos für Irbis-Skate und Slawia). Der Erstplatzierte der Hauptrunde wurde Meister. Für einen Sieg erhielt jede Mannschaft drei Punkte, bei einem Sieg nach Overtime gab es zwei Punkte, bei einer Niederlage nach Overtime erhielt die Mannschaft einen Punkt und bei einer Niederlage null Punkte.

## Hauptrunde
|    | Klub            | Sp | S  | OS | ON | N | Tore    | Punkte |
| -- | --------------- | -- | -- | -- | -- | - | ------- | ------ |
| 1. | SK Irbis-Skate  | 10 | 10 | 0  | 0  | 0 | 78:18   | 30     |
| 2. | HK Slawia Sofia | 10 | 4  | 0  | 0  | 6 | 040:040 | 12     |
| 3. | HK NSA Sofia    | 10 | 4  | 0  | 0  | 6 | 041:051 | 12     |
| 4. | HK ZSKA Sofia   | 10 | 4  | 0  | 0  | 6 | 047:061 | 12     |

Sp = Spiele, S = Siege, OS = Overtime-Siege, ON = Overtime-Niederlagen, N = Niederlagen